# Carlos "Titán" Altamirano
Carlos "Titán" Altamirano (Ecuador, Ecuador) fue un futbolista ecuatoriano que jugaba de volante ofensivo. Jugó en Unión Deportiva Valdez y en Everest de Guayaquil.

## Biografía
Carlos Altamirano llegó a Milagro desde Ambato y entró a laborar en el Ingenio Valdez; pero, sus condiciones técnicas de futbolista lo hicieron rápidamente ser parte del equipo de fútbol del dicho ingenio.
En 1951 en Valdez obtuvo el ascenso a la primera categoría y jugó en este equipo hasta 1957.  De ahí pasó al Everest, en donde fue uno de los artífices del Campeonato Provincial del Guayas 1960 y Campeonato Nacional de 1962.

## Trayectoria
Se inició en Unión Deportiva Valdez en 1951; posteriormente jugó en el Everest desde 1958.  Tuvo un paso por el Macará de Ambato.

## Selección nacional
Hugo Mejía fue seleccionado del Ecuador para los Sudamericanos de 1955 y 1963.

## Clubes
| Club        | País    | Año       |
| ----------- | ------- | --------- |
| U.D. Valdez | Ecuador | 1951-1956 |
| Everest     | Ecuador | 1957-1963 |

## Palmarés
| Título                  | Club        | País    | Edición                                   |
| ----------------------- | ----------- | ------- | ----------------------------------------- |
| Campeonato de Guayaquil | U.D. Valdez | Ecuador | Campeonato Profesional del Guayaquil 1953 |
| Campeonato de Guayaquil | U.D. Valdez | Ecuador | Campeonato Profesional del Guayaquil 1954 |
| Campeonato de Guayaquil | Everest     | Ecuador | Campeonato Profesional del Guayaquil 1960 |
| Serie A de Ecuador      | Everest     | Ecuador | Campeonato Ecuatoriano de Fútbol 1962     |